# Acytolepis samanga
Acytolepis samanga là một loài bướm thuộc họ Lycaenidae. Đây là loài đặc hữu của Sulawesi.